# Cruzul - Agüeira
Cruzul - Agüeira este o arie protejată (arie specială de conservare — SAC, sit de importanță comunitară — SCI) din Spania întinsă pe o suprafață de 651,63 ha, integral pe uscat.

## Localizare
Centrul sitului Cruzul - Agüeira este situat la coordonatele 42°50′48″N 7°09′15″W / 42.8467°N 7.1542°V.

## Înființare
Situl Cruzul - Agüeira a fost declarat sit de importanță comunitară în februarie 1999 pentru a proteja 29 de specii de animale. Situl a fost protejat și ca arie specială de conservare în martie 2014.

## Biodiversitate
Situată în ecoregiunea atlantică, aria protejată conține 17 habitate naturale: Roci stâncoase cu vegetație pionieră de Sedo-Scleranthion sau Sedo albi-Veronicion dillenii, Pajiști uscate europene, Păduri de stejar galițio-portugheze cu Quercus robur și Quercus pyrenaica, Izvoare petrifiante cu formare de travertin (Cratoneurion), Grohotișuri termofile și vest-mediteraneene, Cursuri de apă de la nivel de câmpie la nivel montan, cu vegetație Ranunculion fluitantis și Callitricho-Batrachion, Fânețe de joasă altitudine (Alopecurus pratensis, Sanguisorba officinalis), Păduri aluvionare cu Alnus glutinosa și Fraxinus excelsior (Alno-Padion, Alnion incanae, Salicion albae), Pante stâncoase silicioase cu vegetație casmofită, Pseudostepă cu ierburi și specii anuale de Thero-Brachypodietea, Pante stâncoase calcaroase cu vegetație casmofită, Pajiști uscate seminaturale și facies de acoperire cu tufișuri pe substraturi calcaroase (Festuco-Brometalia) (* situri importante pentru orhidee), Peșteri inaccesibile publicului, Păduri pe pante, grohotișuri și ravene de Tilio-Acerion, Păduri de Quercus ilex și Quercus rotundifolia, Păduri de Castanea sativa, Liziere de ierburi înalte hidrofile de câmpie și de nivel montan până la alpin.
La baza desemnării sitului se află mai multe specii protejate:
- păsări (16): uliu porumbar (Accipiter gentilis), pițigoi codat (Aegithalos caudatus), cucuvea (Athene noctua), caprimulg (Caprimulgus europaeus), șerpar (Circaetus gallicus), erete vânăt (Circus cyaneus), erete cenușiu (Circus pygargus), ciocănitoare pestriță mare (Dendrocopos major), șoimul rândunelelor (Falco subbuteo), sfrâncioc roșiatic (Lanius collurio), viespar (Pernis apivorus), ciocănitoarea verde (Picus viridis), Pyrrhocorax pyrrhocorax, turturică (Streptopelia turtur), huhurez mic (Strix aluco), silvie de tufiș (Sylvia undata)
- amfibieni (2): Chioglossa lusitanica, Discoglossus galganoi
- mamifere (5): Galemys pyrenaicus, vidră de râu (Lutra lutra), liliac comun (Myotis myotis), liliacul mare cu potcoavă (Rhinolophus ferrumequinum), liliacul mic cu potcoavă (Rhinolophus hipposideros)
- nevertebrate (4): Austropotamobius pallipes, Elona quimperiana, Geomalacus maculosus, rădașcă (Lucanus cervus)
- reptile (2): Iberolacerta monticola, Lacerta schreiberi

Pe lângă speciile protejate, pe teritoriul sitului au mai fost identificate 2 specii de păsări, 3 specii de amfibieni, 4 specii de mamifere, 1 specie de reptile.